# Secret Agent (videogioco 1989)
Secret Agent (シークレット・エージェント?, Shīkuretto Ējento), uscito in Nordamerica come Sly Spy, è un videogioco arcade a piattaforme con elementi sparatutto e picchiaduro a scorrimento, prevalentemente orizzontale, sviluppato e pubblicato nel 1989 dalla Data East. Nel 1989-1990 la Ocean Software pubblicò conversioni per gli home computer Amiga, Amstrad CPC, Atari ST, Commodore 64 e ZX Spectrum, utilizzando il titolo Sly Spy: Secret Agent (o solo Secret Agent nelle schermate di alcune versioni).
Il personaggio del giocatore, un agente segreto in lotta contro terroristi, utilizza prevalentemente un'arma da fuoco, facendo rientrare il videogioco nel sottogenere run 'n' gun. Per trama, personaggi e ambientazioni, Sly Spy è chiaramente ispirato alla serie di film sul popolare agente segreto britannico James Bond, benché la Data East non avesse acquistato i diritti sull'eroe ideato da Ian Fleming.
Dopo il fallimento della Data East nel 2003 i diritti del gioco, come quelli di molti altri videogiochi della casa giapponese, sono passati alla connazionale G-Mode. Nel 2010 venne incluso nella raccolta Data East Arcade Classics per Wii. Un'emulazione della versione arcade per Nintendo Switch venne pubblicata dalla Flying Tiger Entertainment nel 2018, con il titolo Johnny's Turbo Arcade: Sly Spy.

## Trama
Il gioco è ambientato negli Stati Uniti d'America, dove all'agente segreto Sly, identificato da tre cifre scelte dal giocatore a inizio partita, viene affidata, da parte del presidente, l'importante missione di debellare l'organizzazione terroristica denominata "Council for World Domination" (abbreviata in "CWD") ed evitare il lancio di una testata nucleare che i terroristi hanno rubato.
In una delle sequenze iniziali del gioco (versione arcade) si vede proprio il presidente che, uscito con la first lady da una limousine in mezzo alla folla, viene avvicinato da terroristi armati, alcuni dei quali in volo tramite i jet pack.

## Modalità di gioco
Il gioco si svolge con visuale bidimensionale di profilo e scorrimento prevalentemente in orizzontale verso destra. Per la maggior parte dei livelli l'agente è a piedi e le sue capacità sono spostamento in orizzontale, salto, accovacciamento, salita sulle occasionali scalette, uso dell'arma. Nella versione arcade si hanno due pulsanti, uno d'attacco e uno per il salto.
Il protagonista inizia la sua avventura armato con una pistola e con un numero di colpi limitato, con la possibilità di recuperare munizioni durante il gioco; nel caso che le munizioni finiscano o si perda l'arma (può capitare se si viene colpiti dal boss del terzo livello) c'è la possibilità di attaccare con calci, che hanno la stessa efficacia dei proiettili della pistola eccetto per il limitato raggio d'attacco. È possibile attaccare solamente in orizzontale e quindi per i nemici in grado di volare (come quelli muniti di jet pack) c'è la necessità di colpirli in salto o da una piattaforma rialzata.
Nei livelli è possibile recuperare i componenti del fucile d'oro (richiamo al film Agente 007 - L'uomo dalla pistola d'oro), un'arma molto potente che spara proiettili che eliminano direttamente il nemico e lo trapassano, potendo quindi uccidere più nemici in fila con un sol colpo; quest'arma scompare dopo 25 secondi dall'inizio dell'utilizzo, ma recuperando determinati bonus è possibile prolungare la durata della stessa.
Un'altra caratteristica in Sly Spy è la presenza di livelli e parti di essi avulsi dalla normale tipologia di gioco a piattaforme: una parte di livello dove si è in aria, un livello dove si guida un motociclo munito di mitragliatore e due livelli da sommozzatore sott'acqua armato con un fucile con fiocina.
Oltre che bonus per ripristinare l'energia o il tempo o per il punteggio, il giocatore può raccogliere in alcuni livelli anche dei mitragliatori, dei jet pack o dei DPV subacquei.
Il gioco si sviluppa su nove livelli e il giocatore ha a disposizione una sola vita, ma è presente una barra di energia che cala quando si viene colpiti; al termine di una partita è possibile continuare dallo stesso punto inserendo un nuovo credito.
I nemici sono quasi tutti paramilitari dell'organizzazione CWD, di vario tipo e con differenti armi.

### Livelli
I livelli del gioco sono otto, sebbene il primo sia suddiviso in due parti sostanzialmente differenti.
1. Il livello inizia con l'agente segreto che si getta da un aereo sopra Washington; nella prima metà del livello è in caduta libera, può fluttuare in tutte le direzioni e affronta altri paracadutisti, alcuni che colpiscono con pugni e altri armati di pistola; se si terminano i proiettili in volo il protagonista colpirà con i pugni; la seconda metà del livello si svolge a terra dinanzi al Lincoln Memorial nel National Mall, e prevede la classica modalità dello sparatutto a scorrimento.
Il boss è rappresentato da una serie di normali nemici del gioco che si calano dall'alto tramite funi; è necessario uccidere 15 nemici per superare il livello.
Al termine del livello uno dei nemici, minacciato dal protagonista, rivela che un leader del CWD è fuggito a bordo di una berlina nera.
2. Si deve inseguire un leader del CWD a bordo di una moto attrezzata con un mitragliatore, con la quale è possibile saltare, sparare in orizzontale e sparare in diagonale se si solleva la ruota anteriore; i nemici comuni sono uomini muniti di jet pack sulla schiena e motociclisti, ma lungo il percorso sono presenti anche alcune mine indistruttibili.
Il boss è l'automobile che scorta il leader nemico: dal finestrino posteriore dell'auto si affaccia un uomo armato di bazooka.
Dopo aver sconfitto il boss, un membro del CWD dice al protagonista che stanno arrivando altri terroristi al porto.
3. Si arriva in un porto a bordo di una Ferrari; il livello presenta una piattaforma sopraelevata rappresentata dal primo piano delle navi ancorate, e tale piattaforma è accessibile tramite scale.
Il boss, che esteticamente si rifà a Squalo dei film Agente 007 - La spia che mi amava e Agente 007 - Moonraker - Operazione spazio, è un forte lottatore munito di protesi metalliche alle braccia e in grado di far perdere la pistola al protagonista.
Finito il livello l'agente segreto riceve l'ordine di "andare a nuotare".
4. Il livello è ambientato in acqua con l'agente segreto in tuta da sub e armato di fucile con fiocina che se la deve vedere con altri subacquei anch'essi armati; se si finiscono i colpi Sly utilizzerà un coltello.
Il boss è uno squalo controllato da un congegno visibile sulla pinna; poco prima di affrontare lo squalo ci si scontra con il boss del settimo livello, ma questo fuggirà dopo aver subìto i primi colpi. È possibile ottenere punti bonus sparando al cadavere dello squalo. 
La soffiata che arriva all'agente segreto a fine livello è la presenza di leader del CWD nel magazzino di Georgetown.
5. Il livello, ambientato in uno spoglio magazzino, ha una struttura di piattaforme simile a quella del livello del porto; qui avviene il primo incontro con il leader supremo del CWD, visibile come ologramma a fine livello assieme a una donna bionda appesa a una fune per le braccia.
Il boss è un'orda di tigri; sarà necessario ammazzarne 12 per terminare il livello.
Una volta salvata la donna, essa rivelerà che dietro una cava si cela l'ingresso del deposito d'armi del CWD.
6. S'inizia in una cava e si scende sfruttando le piattaforme, fino a raggiungere uno spiazzo artificialmente costruito.
Il boss è un uomo in abito e bombetta chiaramente ispirato a Oddjob del film Agente 007 - Missione Goldfinger: è infatti in grado di utilizzare il proprio cappello come arma lanciandolo con un effetto a boomerang che permette allo stesso copricapo di tornare nelle mani del boss.
Sconfitto il tirapiedi, l'agente segreto viene a sapere che può entrare nel quartier generale del CWD attraverso un condotto in mare.
7. Come nel quarto livello l'agente segreto deve nuotare in tuta, questa volta in un condotto artificiale, e affrontare altri subacquei oltre che alcuni piccoli squali.
Il boss di questo livello, già intravisto nel quarto, è un robot giallo di statura appena superiore a quella dell'agente, dall'aspetto simile a uno scafandro da palombaro e con tenaglie al posto delle mani che possono colpire a distanza grazie a catene che le collegano al resto del corpo.
Al termine del livello si riceve l'annuncio di aver raggiunto il quartier generale del CWD e l'ordine di eliminare il gruppo terroristico.
8. L'ultimo livello del gioco è ispirato alla base di lancio del film Agente 007 - Moonraker - Operazione spazio: si dovrà salire le piattaforme che portano al piano più alto della rampa.
Come in altri videogiochi arcade giapponesi del tempo l'ultimo livello è dedicato a scontri contro i boss di quelli precedenti, tranne il terrorista con bazooka in auto, lo squalo e il robot in scafandro, prima dello scontro col boss finale. I boss vengono affrontati uno a uno sui vari piani della rampa; sull'ultima piattaforma della rampa di lancio si trova il capo del CWD, protetto da una barriera che va abbattuta a suon di colpi e velocemente, in quanto il soffitto al di sopra del giocatore, caratterizzato dalla presenza di lame taglienti, un po' alla volta si abbasserà sul giocatore stesso.
Sconfitto il capo dei terroristi, si assisterà alla sequenza finale dove il presidente degli Stati Uniti d'America si congratula con Sly. Solo in versione arcade, infine si vede l'agente di fronte alla Casa Bianca accerchiato da ragazze e i titoli di coda sfilano su una sequenza dove Sly guida sul lungomare una Ferrari con quattro ragazze a bordo.